# Secrétaire aux Transports des États-Unis
Le secrétaire aux Transports des États-Unis (en anglais : United States Secretary of Transportation) est le chef du département des Transports des États-Unis. Il est membre du Cabinet présidentiel et le 14e dans l'Ordre de succession présidentielle des États-Unis.
Comme tous les membres du gouvernement, il est nommé par le président des États-Unis et confirmé par le Sénat.

## Secrétaires aux Transports
| N° | Nom                              | Période                             | Présidence | Présidence        |
| -- | -------------------------------- | ----------------------------------- | ---------- | ----------------- |
| 1  | Alan Stephenson Boyd             | 16 janvier 1967 - 20 janvier 1969   |            | Lyndon B. Johnson |
| 2  | John Volpe                       | 22 janvier 1969 - 1er février 1973  |            | Richard Nixon     |
| 3  | Claude Stout Brinegar            | 2 février 1973 - 1er février 1975   |            | Richard Nixon     |
|    | John W. Barnum (intérim)         | 2 février - 6 mars 1975             |            | Richard Nixon     |
| 4  | William Thaddeus Coleman, Jr.    | 7 mars 1975 - 20 janvier 1977       |            | Gerald Ford       |
| 5  | Brock Adams                      | 23 janvier 1977 - 20 juillet 1979   |            | Jimmy Carter      |
|    | W. Graham Claytor, Jr. (intérim) | 21 juillet - 14 août 1979           |            | Jimmy Carter      |
| 6  | Neil Goldschmidt                 | 15 août 1979 - 20 janvier 1981      |            | Jimmy Carter      |
| 7  | Andrew L. Lewis, Jr.             | 23 janvier 1981 - 1er février 1983  |            | Ronald Reagan     |
| 8  | Elizabeth Dole                   | 7 février 1983 - 30 septembre 1987  |            | Ronald Reagan     |
|    | James Burnley IV (intérim)       | 1er octobre - 2 décembre 1987       |            | Ronald Reagan     |
| 9  | James Burnley IV                 | 2 décembre 1987 - 30 janvier 1989   |            | Ronald Reagan     |
| 10 | Samuel Skinner                   | 6 février 1989 - 13 décembre 1991   |            | George H. W. Bush |
|    | James Burnley IV (intérim)       | 14 décembre 1991 - 23 février 1992  |            | George H. W. Bush |
| 11 | Andrew Card                      | 24 février 1992 - 20 janvier 1993   |            | George H. W. Bush |
| 12 | Federico Peña                    | 21 janvier 1993 - 14 février 1997   |            | Bill Clinton      |
| 13 | Rodney Slater                    | 14 février 1997 - 20 janvier 2001   |            | Bill Clinton      |
|    | Mortimer L. Downey (intérim)     | 21 - 24 janvier 2001                |            | George W. Bush    |
| 14 | Norman Mineta                    | 25 janvier 2001 - 7 juillet 2006    |            | George W. Bush    |
|    | Maria Cino (intérim)             | 8 juillet – 30 septembre 2006       |            | George W. Bush    |
| 15 | Mary Peters                      | 30 septembre 2006 – 20 janvier 2009 |            | George W. Bush    |
| 16 | Ray LaHood                       | 22 janvier 2009 – 2 juillet 2013    |            | Barack Obama      |
| 17 | Anthony Foxx                     | 2 juillet 2013 - 20 janvier 2017    |            | Barack Obama      |
|    | Michael Huerta (en) (intérim)    | 20 - 31 janvier 2017                |            | Donald Trump      |
| 18 | Elaine Chao                      | 31 janvier 2017 - 11 janvier 2021   |            | Donald Trump      |
|    | Steven G. Bradbury (interim)     | 11 - 20 janvier 2021                |            | Donald Trump      |
|    | Lana Hurdle (intérim)            | 20 janvier - 3 février 2021         |            | Joe Biden         |
| 19 | Pete Buttigieg                   | 3 février 2021 - 20 janvier 2025    |            | Joe Biden         |
| 20 | Sean Duffy                       | 28 janvier 2025 -                   |            | Donald Trump      |

## Source
- (en) Cet article est partiellement ou en totalité issu de l’article de Wikipédia en anglais intitulé « United States Secretary of Transportation » (voir la liste des auteurs).